# Muri (Luunja)
Pour les articles homonymes, voir Muri.
Muri est un village de la commune de Luunja du comté de Tartu en Estonie. 
Au 31 décembre 2011, il compte 54 habitants.